# 高田桃衣
髙田 桃衣（たかだ ももい、1990年12月8日 - ）は日本のアナウンサー、 キャスター、ファッションモデル。所属事務所はジョイスタッフ。身長160cm。

## 来歴・人物
愛知県名古屋市 出身。同志社女子大学現代社会学部社会システム学科卒業。
2012年に、2012京都・準ミスきもののほか、2013年には株式会社はとバスの第4代イメージガールに選ばれる。
イメージガール卒業後、フリーアナウンサー事務所JOYSTAFFに所属。
競輪専門チャンネルのスピードチャンネルに入局。
2020年7月時点でジョイスタッフのホームページからプロフィールが消えているため、退所が考えられる。
ジョイスタッフ退所後はフリーでアナウンサー、講師活動をしつつ企業の広報を担いパラレルワーカーとして活動。

## 資格
- メンタルケア心理士
- 話し言葉検定2級
- 味噌ソムリエなど

## 出演・担当番組

### テレビ
- 知っとこ! （MBS制作・TBS系列、ゲスト出演）
- お願い!ランキング（テレビ朝日、リポーター）
- SPEEDチャンネル キャスター
- ら〜ばんねっと　レポーター
- 台東区 はちものまち ナビゲーターなど

### ラジオ
- FMぐんまゲスト出演
- 石黒哲男のドラゴンズエンタメかわら版ゲスト出演
- DIAMOND VEILゲスト出演など